# Іштван Майорош
Іштван Майорош (угор. Majoros István; нар. 11 липня 1974, Будапешт) — угорський борець греко-римського стилю, бронзовий призер чемпіонату світу, чемпіон Європи, переможець Кубку світу, чемпіон Олімпійських ігор.

## Біографія
Боротьбою почав займатися з 1985 року. Чемпіон світу з греко-римської боротьби 1990 року серед кадетів. На цьому ж турнірі взяв участь у змаганнях з вільної боротьби, посів шосте місце. Віцечемпіон світу з греко-римської боротьби 1991 року серед юніорів. Виступав за борцівський клуб «Торна Егілет» з Кечкемета.
На літніх Олімпійських іграх 2004 року в Афінах став чемпіоном. У півфіналі подолав українського олімпійця Олексія Вакуленка, а у фіналі переміг Гейдара Мамедалієва, що представляв Росію.
Після завершення кар'єри борця греко-римського стилю вирішив спробувати себе в боях мішаного стилю. 31 грудня 2006 року провів невдалий дебютний поєдинок за правилами K-1, в якому програв у першому ж раунді технічним нокаутом японському бійцю Ямамото Норіфумі після пропущеного удару коліном в печінку та потім ще кількох ударів. Бій проходив в рамках новорічного гала-турніру K-1 PREMIUM 2006 Dynamite!!. Цей поєдинок виявився для угорського бійця єдиним у змішаних боях.
У 2015 році погодився на пропозицію Угорської асоціації боротьби працювати помічником головного тренера збірної Угорщини з греко-римської боротьби, олімпійського чемпіона 1988 року Андраша Шике.

## Виступи на Олімпіадах
| Змагання                    | Збірна   | Вагова категорія | Місце  |
| --------------------------- | -------- | ---------------- | ------ |
| Літні Олімпійські ігри 2000 | Угорщина | 58 кг            | 18     |
| Літні Олімпійські ігри 2004 | Угорщина | 55 кг            | Золото |

## Виступи на Чемпіонатах світу
| Змагання                        | Збірна   | Вагова категорія | Місце  |
| ------------------------------- | -------- | ---------------- | ------ |
| Чемпіонат світу з боротьби 1995 | Угорщина | 57 кг            | 23     |
| Чемпіонат світу з боротьби 1997 | Угорщина | 58кг             | 16     |
| Чемпіонат світу з боротьби 1998 | Угорщина | 58 кг            | 10     |
| Чемпіонат світу з боротьби 1999 | Угорщина | 58 кг            | 7      |
| Чемпіонат світу з боротьби 2001 | Угорщина | 58 кг            | 13     |
| Чемпіонат світу з боротьби 2003 | Угорщина | 55 кг            | 12     |
| Чемпіонат світу з боротьби 2005 | Угорщина | 55 кг            | Бронза |
| Чемпіонат світу з боротьби 2006 | Угорщина | 60 кг            | 15     |

## Виступи на Чемпіонатах Європи
| Змагання                         | Збірна   | Вагова категорія | Місце  |
| -------------------------------- | -------- | ---------------- | ------ |
| Чемпіонат Європи з боротьби 1996 | Угорщина | 57 кг            | 12     |
| Чемпіонат Європи з боротьби 1997 | Угорщина | 58 кг            | 19     |
| Чемпіонат Європи з боротьби 1998 | Угорщина | 58 кг            | 9      |
| Чемпіонат Європи з боротьби 1999 | Угорщина | 58 кг            | 16     |
| Чемпіонат Європи з боротьби 2000 | Угорщина | 58 кг            | Золото |
| Чемпіонат Європи з боротьби 2006 | Угорщина | 60 кг            | 5      |

## Виступи на Кубках світу
| Змагання                    | Збірна   | Вагова категорія | Місце  |
| --------------------------- | -------- | ---------------- | ------ |
| Кубок світу з боротьби 2006 | Угорщина | 60 кг            | Золото |

## Виступи на інших змаганнях
| Змагання                                 | Збірна   | Вагова категорія | Місце  |
| ---------------------------------------- | -------- | ---------------- | ------ |
| Олімпійський кваліфікаційний турнір 2004 | Угорщина | 55 кг            | Бронза |